# Qiuga (köpinghuvudort i Kina, Zhejiang Sheng, lat 29,85, long 121,63)
Qiuga (kinesiska: 邱隘, 邱隘镇, Qiuga) är en köpinghuvudort i Kina. Den ligger i provinsen Zhejiang, i den östra delen av landet, omkring 150 kilometer öster om provinshuvudstaden Hangzhou. Antalet invånare är 72 654. Befolkningen består av 35 769 kvinnor och 36 885 män. Barn under 15 år utgör 12,0 %, vuxna 15-64 år 81 %, och äldre över 65 år 5,0 %.
Runt Qiuga är det tätbefolkat, med 636 invånare per kvadratkilometer. Närmaste större samhälle är Ningbo, 8,4 km väster om Qiuga. Runt Qiuga är det i huvudsak tätbebyggt.
Genomsnittlig årsnederbörd är 1 981 millimeter. Den regnigaste månaden är juni, med i genomsnitt 355 mm nederbörd, och den torraste är januari, med 68 mm nederbörd.